# Anni Pede-Erdkamp
Anni Pede-Erdkamp, nemška atletinja, * 14. januar 1940, Nemčija.
Ni nastopila na poletnih olimpijskih igrah. 16. septembra 1967 je postavila svetovni rekord v maratonu, ki ga je držala leta 1970.
| Rekordi                    | Rekordi                                                              | Rekordi                    |
| -------------------------- | -------------------------------------------------------------------- | -------------------------- |
| Predhodnik: Maureen Wilton | Svetovna rekorderka v maratonu 16. september 1967 – 28. februar 1970 | Naslednik: Caroline Walker |